# Kalev
En la mitología estonia (y en la épica "Kalevipoeg", de Friedrich Reinhold Kreutzwald), Kalev es el padre del rey Kalevipoeg (Kalevipoeg significa en idioma estonio "hijo de Kalev"), y el marido de Linda. 
Según el mito, la colina de Toompea, que se erige unos 20-30 metros sobre la parte central de Tallin, sería la tumba de Kalev, que Linda misma habría construido para ofrecerle sepultura. Sentada sobre la roca de Linda, las lágrimas que esta habría vertido por la muerte de su marido habrían dado lugar al lago Ülemiste.